# Krzysztof Muszyński
Krzysztof Muszyński (ur. w Warszawie) – polski urbanista, architekt i nauczyciel akademicki. W latach 80. dyrektor Instytutu Architektury i Urbanistyki Politechniki Łódzkiej.

## Życiorys
W latach 1981–1985 pełnił funkcję dyrektora Instytutu Architektury i Urbanistyki Politechniki Łódzkiej. W latach 1968–2006 był profesorem w Instytucie Architektury i Urbanistyki Politechniki Łódzkiej i docentem na Wydziale Architektury w Wyższej Szkole Ekologii i Zarządzania w Warszawie. Jest członkiem Łódzkiej Okręgowej Izby Architektów. Tytuł naukowy: doktor inżynier architekt.
Autor m.in. projektu kościoła parafii świętego Krzysztofa w Tuszynie-Lesie (1983) oraz projektu budynku „Nowej Tkaniny” (Księży Młyn) w Łodzi.
Jest mężem polskiej urbanistki i architekt Elżbiety Muszyńskiej.